# Máriahalom, Komárom-Esztergom
Máriahalom (în germană Kirwa) este un sat în districtul Esztergom, județul Komárom-Esztergom, Ungaria, având o populație de 648 de locuitori (2011).

## Demografie
Componența etnică a satului Máriahalom
     Maghiari (75,95%)
     Germani (20,74%)
     Romi (1,02%)
     Necunoscut (1,65%)
     Români (0,64%)
     Alții (1,65%)
Componența confesională a satului Máriahalom
     Romano-catolici (46,6%)
     Fără religie (19,6%)
     Reformați (7,1%)
     Greco-catolici (2,01%)
     Atei (1,39%)
     Necunoscută (23,3%)
     Alte religii (1,85%)
Conform recensământului din 2011, satul Máriahalom avea 648 de locuitori. Din punct de vedere etnic, majoritatea locuitorilor (75,95%) erau maghiari, existând și minorități de germani (20,74%) și romi (1,02%). Apartenența etnică nu este cunoscută în cazul a 1,65% din locuitori. Nu există o religie majoritară, locuitorii fiind romano-catolici (46,6%), persoane fără religie (19,6%), reformați (7,1%), greco-catolici (2,01%) și atei (1,39%). Pentru 23,3% din locuitori nu este cunoscută apartenența confesională.